# Der Rubin (Oper)
Der Rubin ist ein musikalisches Märchen in zwei Akten von Eugen d’Albert unter Benutzung des gleichnamigen Märchens von Friedrich Hebbel. Die Uraufführung der Oper war am 12. Oktober 1893 am Hoftheater Karlsruhe.

## Handlung

### Erster Akt
Der arme Fischersohn Asaf gerät mit seinem Freund Hakam in Streit, weil dieser gestohlen hat. Sie trennen sich. Ein Traum verkündete ihm einst Macht und Glanz. Der Vezier tritt auf und berichtet, dass der Kalif dem die Krone verspricht, der die auf rätselhafte Weise verschwundene Prinzessin Bedura wieder bringt. Nachdem sich das Volk verlaufen hat, zeigt der Juwelier Soliman dem jungen Asaf seine Schätze, und dieser, bezaubert von einem Rubin, ergreift den kostbaren Stein und will ihn auch nicht wieder herausgeben, als der Kadi mit dem Henker kommt und ihn zum Tode verurteilt. In dem Augenblick, als er zur Richtstatt gebracht werden soll, erscheint der Greis Irad, ergreift Asafs Hand und versinkt mit ihm in die Erde.

### Zweiter Akt
Irad und Asaf sind in einem unterirdischen, grottenartigen Gang. Der Greis teilt dem Jüngling mit, dass ihm die Prinzessin Bedura erscheinen werde, wenn er den Rubin dreimal küsse, und verschwindet. Asaf tut, wie ihm geheißen, und Bedura zeigt sich seinen Blicken. Sie erzählt ihm, dass ein Zauberer, dessen Zumutungen sie zurückgewiesen hatte, sie in den Rubin gebannt habe. Ihr Herz öffnet sich der Liebe zu Asaf, der sie retten kann, dem sie aber nicht sagen darf, auf welche Weise die Rettung möglich ist, denn er muss von selbst darauf kommen. Sie wird wieder Stein, und Asaf gelangt auf die Oberwelt bei Bagdad. Dort sieht ihn Hakam. Als dieser habgierig nach dem Rubin greift und Asaf ihn verteidigt, wird der Kadi auf Asaf aufmerksam und führt ihn zum Kalifen. – Verwandlung – Asaf soll sterben, zuvor jedoch den Rubin ausliefern. Er weigert sich und wirft den Stein in den Tigris. Da erscheint Bedura, umarmt ihren glücklichen Vater und preist Asaf als ihren Retter, denn dadurch, dass er den kostbaren Rubin weggeworfen hat, ist sie vom Zauberbann erlöst. Der Kalif hält sein Wort, und da Bedura ihre Liebe gesteht, vereinigt er sie mit Asaf. Dieser besteigt an der Hand des greisen Irad den Thron als neuer Kalif.